# Municipio de Low Gap (condado de Johnson)
El municipio de Low Gap (en inglés: Low Gap Township) es un municipio ubicado en el condado de Johnson en el estado estadounidense de Arkansas. En el año 2010 tenía una población de 136 habitantes y una densidad poblacional de 1,89 personas por km².

## Geografía
El municipio de Low Gap se encuentra ubicado en las coordenadas 35°36′21″N 93°32′7″O / 35.60583, -93.53528. Según la Oficina del Censo de los Estados Unidos, el municipio tiene una superficie total de 71.85 km², de la cual 71,78 km² corresponden a tierra firme y (0,1 %) 0,08 km² es agua.

## Demografía
Según el censo de 2010, había 136 personas residiendo en el municipio de Low Gap. La densidad de población era de 1,89 hab./km². De los 136 habitantes, el municipio de Low Gap estaba compuesto por el 97,06 % blancos y el 2,94 % eran de una mezcla de razas. Del total de la población el 1,47 % eran hispanos o latinos de cualquier raza.